# Московский Свободный театр
Свободный театр (Московский свободный театр). Был создан в 1913 году К. А. Марджановым (Марджанишвили) как театр, соединяющий различные сценические искусства. Был открыт на средства В. П. и Е. М. Суходольских и работал в саду «Эрмитаж» Я. В. Щукина. Театр просуществовал только один сезон, с 21 октября 1913 года по 2 мая 1914 года. Основной версией причины закрытия театра принято считать финансовые проблемы и конфликт Марджанова с коммерчески настроенным антрепренёром В. В. Суходольским.
Труппа: А. Г. Коонен, О. А. Голубева, Н. Ф. Монахов, Н. П. Асланов, Т. П. Павлова; Заведующий музыкальной частью и дирижёр: К. С. Сараджев; художники К. А. Сомов, В. А. Симов, А. А. Арапов.

## Постановки
Первые три произведения были поставлены в России впервые.
- «Сорочинская ярмарка» М. П. Мусоргского. Режиссёр А. А. Санин.
- «Арлезианка» А. Доде (музыка Ж. Бизе). Режиссёр А. А. Санин)
- «Покрывало Пьеретты» А. Шницлера и Э. Донаньи. Режиссёр А. Я. Таиров.
- «Елена Прекрасная» Ж. Оффенбаха (либретто Мунштейна). Режиссёр К. А. Марджанов.
- «Жёлтая кофта» Хезельтона-Фюрста. Режиссёр А. Я. Таиров.